# Île de Killiniq
Cet article concerne l'île. Pour l'ancien établissement inuit, voir Île de Killiniq (Nunavut).
L'île de Killiniq est une île située dans le détroit d'Hudson, près de la côte nord-orientale du Canada, à l'extrémité nord-est du Labrador. Elle est inhabitée.

## Géographie
L'île a une superficie de 269 km2 et est traversée par l'unique frontière terrestre entre le Nunavut et la province de Terre-Neuve-et-Labrador. La frontière avec le Québec suit la côte méridionale. L'île se trouve dans le détroit d'Hudson, mais sa côte orientale baigne le détroit de Davis. Le cap Chidley, situé dans l'Est de l'île,  marque l'entrée du détroit d'Hudson. Le détroit de McLelan sépare l'île du continent.
Bien que l'île appartienne en majorité au territoire du Nunavut et pour sa partie sud-est à la province de Terre-Neuve-et-Labrador, certaines instances du gouvernement du Québec semblent considérer qu'elle fait partie du territoire québécois. Ainsi, la Commission de toponymie du Québec y consacre une rubrique, et le ministère de la Justice du Québec considère que la localité de Killiniq fait partie du district judiciaire de l'Abitibi.

## Histoire

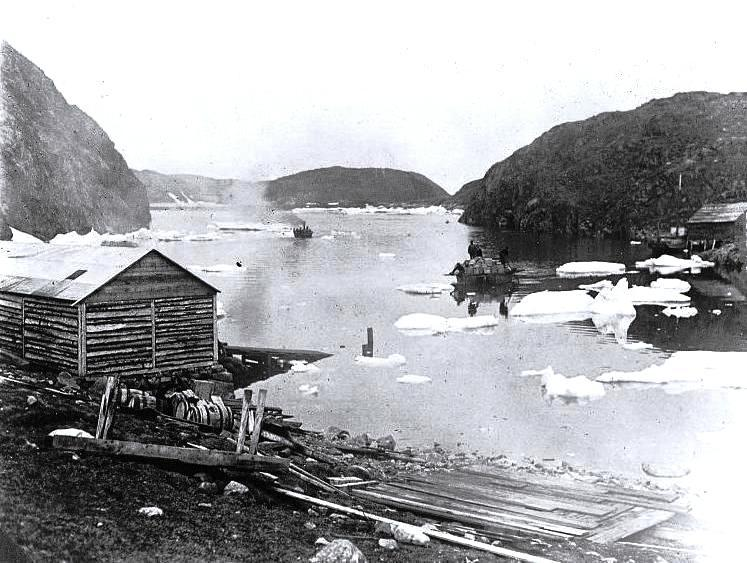
Port Burwell, 1919

Sur la partie de l'île administrée par le Nunavut se trouvent les restes d'une ville nommée Killiniq (précédemment nommée Port Burwell) qui, entre 1844 et les années 1940, eut une certaine importance en tant qu'escale commerciale arctique et station météorologique. Ce port était situé sur la côte occidentale de l'île et ouvrait sur le détroit d'Hudson. Le lieu fut habité par un groupe d'Inuits de la communauté Taqpangajuk, lesquels se constituèrent en 1959 en coopérative.
La communauté fut reconnue en 1975 par le gouvernement canadien au travers de la convention de la Baie-James et du Nord québécois, mais, malgré les termes de la convention, les Inuits de l'île ne reçurent aucun support économique et durent donc émigrer, leurs conditions de vie sur l'île se détériorant. Les quarante-neuf derniers habitants abandonneront en 1978 leur lieu de vie qui, dans les années suivantes, fut complètement détruit.

## Galerie

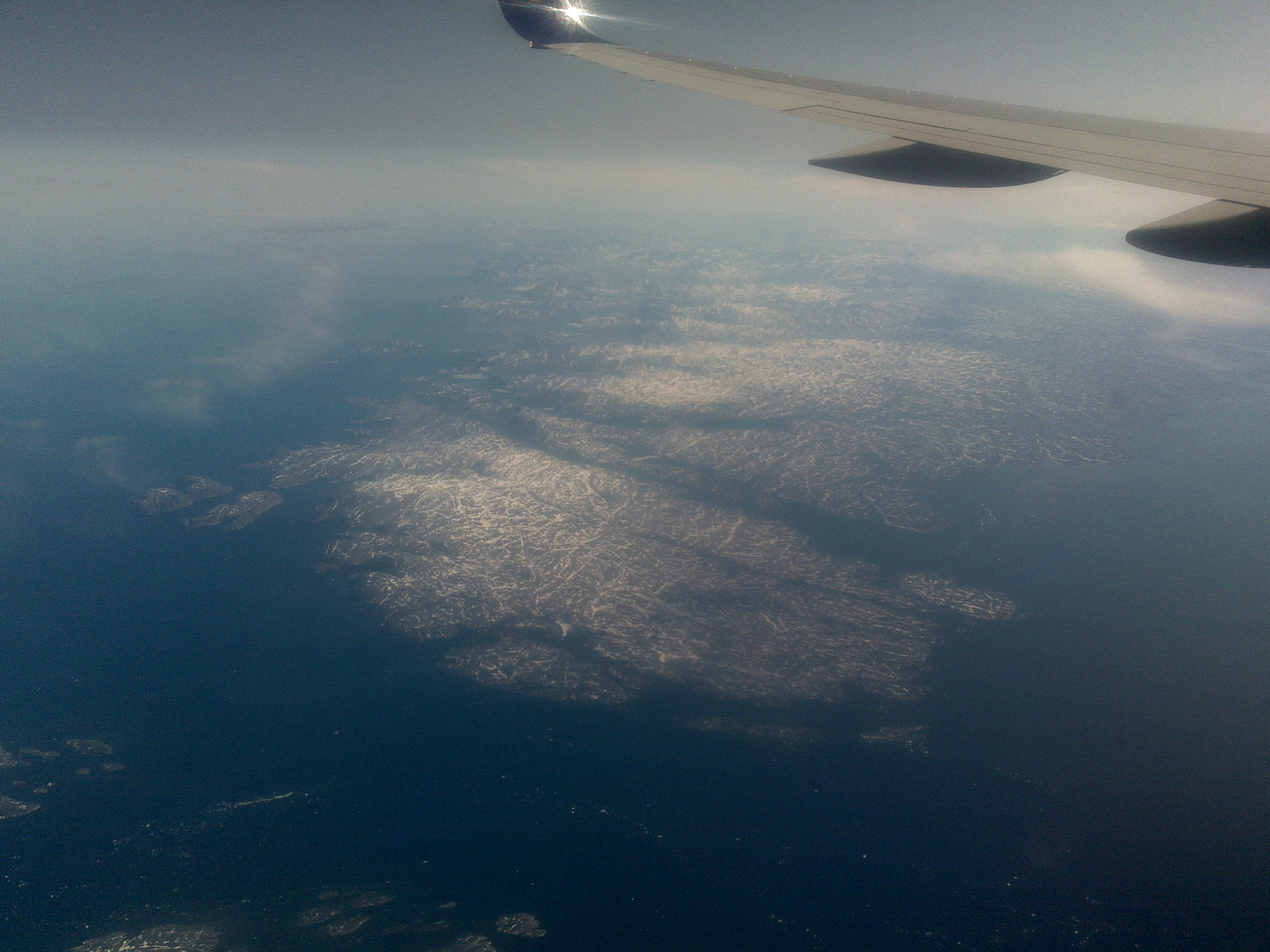
Vues aériennes de
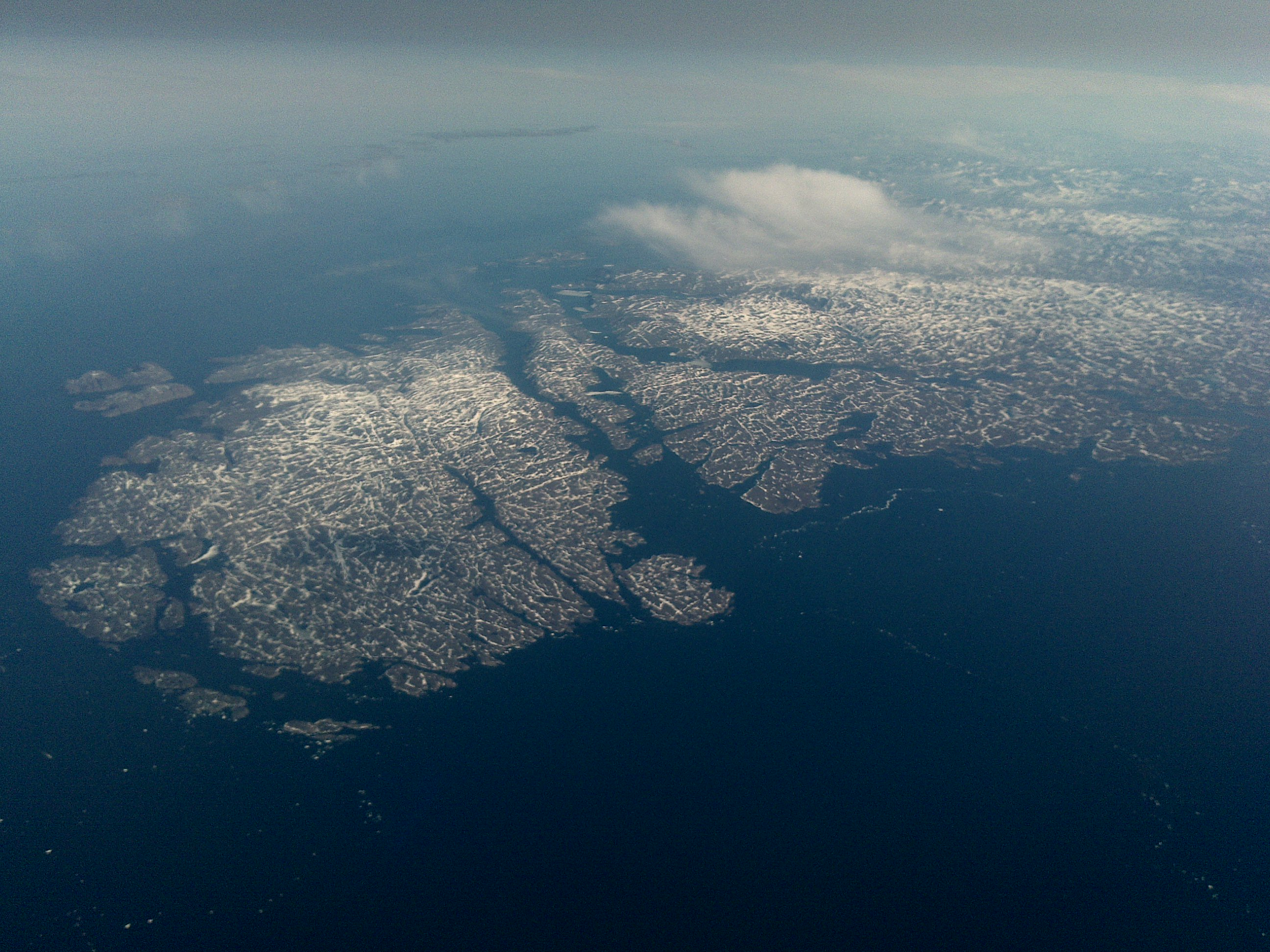
l'île de Killiniq